# 日昌押
日昌押，是深圳市历史建筑之一，位于中国广东省深圳市南山区南山街道南园社区小逗号幼儿园东北侧。该建筑物建于民國時代，属于近現代建築，为傳統民居。